# 苗栗縣三灣鄉立圖書館
苗栗縣三灣鄉立圖書館，通稱三灣圖書館，是位於臺灣苗栗縣三灣鄉三灣村的一所鄉立公共圖書館。圖書館於1991年（民國80年）正式啓用，館藏約63000冊，現時除春節外全年不休館。圖書館的年人均借閱冊數長期高於全臺灣平均數值，在2019年（民國108年）達17.64本，為全臺灣第一。

## 歷史
1987年（民國76年），圖書館獲核准興建。在臺灣省政府、苗栗縣政府的補助及三灣鄉公所自籌經費下，圖書館館舍於1989年（民國78年）竣工，而圖書館則於1991年（民國80年）開始營運。2003年（民國92年），在行政院文化建設委員會的補助下，圖書館館舍獲得翻新。2019年（民國108年），圖書館的人均借閱冊數達17.6冊，為全臺灣第一。

## 館舍
圖書館館舍位於臺灣苗栗縣三灣鄉三灣村11鄰親民路17-1號，總面積696.89平方米，共有三層，其中地下有一層，而地上則有兩層。此外，圖書館館舍亦設戶外庭園。

## 編制及館藏
圖書館隸屬於三灣鄉公所民政課，現有館藏約63000冊，館藏以親子和農園藝為特色，館長為謝淑貞，有4位館員。自2003年（民國92年）4月起，圖書館除春節外，每日自上午8時至下午5時開館，而圖書館此以前每週僅開放5天。除上級補助款外，圖書館每年均編列購書經費，讓新書每兩個月上架一次。

## 服務
圖書館和鄉內的苗栗縣立三灣國民中學、苗栗縣三灣鄉三灣國民小學及大坪分校等學校合作，由學校各班導師開出書單，圖書館按照書單挑出館藏書籍，裝在「資源分享書籃」內，分送各校各班學生閱讀，約每6星期更換一次書籃。
2019年（民國108年）5月25日，圖書館正式開展「借書得來速」服務，並設10個書籃，而該服務屬全臺灣首創。讀者可以以電話預約，並駕車到圖書館前，館員即會將套餐叢書書籃送至車內。2020年（民國109年），因應嚴重特殊傳染性肺炎疫情，圖書館開闢防疫書籍專區，其中包括飲食料理、居家植栽和旅遊書籍。同時，由於「借書得來速」服務的電話預約次數受疫情影響而大增，圖書館亦為該服務擴增10個書籃，以滿足讀者需求。

## 活動
圖書館在2016年（民國105年）7月1日起推行「獎勵閱讀活動」，容許讀者通過借閱圖書獲得點數，並憑點數兌換禮物。
由於圖書館館藏空間有限，圖書館須定期淘汰部分不常被借閱或年代久遠的書籍。2019年（民國108年）元旦4日連假期間，圖書館進行二手書分享活動，將各界捐贈予圖書館的兒童圖書重新整理分類，並挑出書況良好的800本，讀者憑借書證即可免費挑選10本。同年11月24日，圖書館舉辦「我的舊愛·你的新歡——給好書第二個春天」贈書活動，陳列1700多冊以心理、文學類為主的舊書，讀者憑借書證即可免費索取10本，送完即止。
2020年（民國109年），因應嚴重特殊傳染性肺炎疫情，圖書館在和平紀念日連假（228連假）期間推出借書送好禮活動，只要借滿30本書籍，即可兌換限量禮品一份。圖書館也在當年清明連假期間推出「歡樂扭蛋趣」抽獎活動，凡新辦證讀者或兒童借滿8本書，或家庭卡借滿30本，就能參加扭蛋抽獎活動，而圖書館為該活動準備了100份禮品。
此外，圖書館亦多年舉行環保活動，讓參與者將過去用於各式活動的旗幟製作成環保書袋，參與者包括當地國民中學和國民小學學生，以及當地社區的長者。
2022年（民國111年），國立公共資訊圖書館舉辦原創繪本全國巡迴展，該展每縣市僅挑選一所公立圖書館展出，而苗栗縣三灣鄉立圖書館中選。

## 獲獎
2015年（民國104年），圖書館在教育部舉辦的「全國公共圖書館評鑑計畫」中獲得「年度特優獎」，是其第六次獲得此獎項。2018年（民國107年），圖書館在「全國最具閱讀競爭力城市評比」鄉鎮組拿下第一名。2019年（民國108年），圖書館再度獲得「年度特優獎」。
2018年（民國107年），教育部頒發圖書館傑出人士貢獻獎中的地方首長貢獻獎項，時任苗栗縣三灣鄉鄉長溫志強與時任桃園市市長鄭文燦、時任臺中市市長林佳龍、時任臺東縣縣長黃健庭、時任彰化縣員林市市長張錦昆均同獲該獎項。
同年，圖書館人均擁書冊數9.55冊、借閱冊數15.43冊、到館次數3.18次、持證比例63%，4項評比皆位居全臺灣鄉鎮市前10名，其中借閱冊數15.43冊更是全臺灣第一，超越前年14冊的紀錄，再度蟬聯「愛閱之城」第一名。
2023年（民國112年）3月29日，圖書館接獲教育部頒發2022年（民國111年）整體借閱率表現績優首獎，是圖書館館連續第九年奪下首獎。

## 外部連結
- 苗栗縣三灣鄉立圖書館的Facebook專頁